# Timely Comics

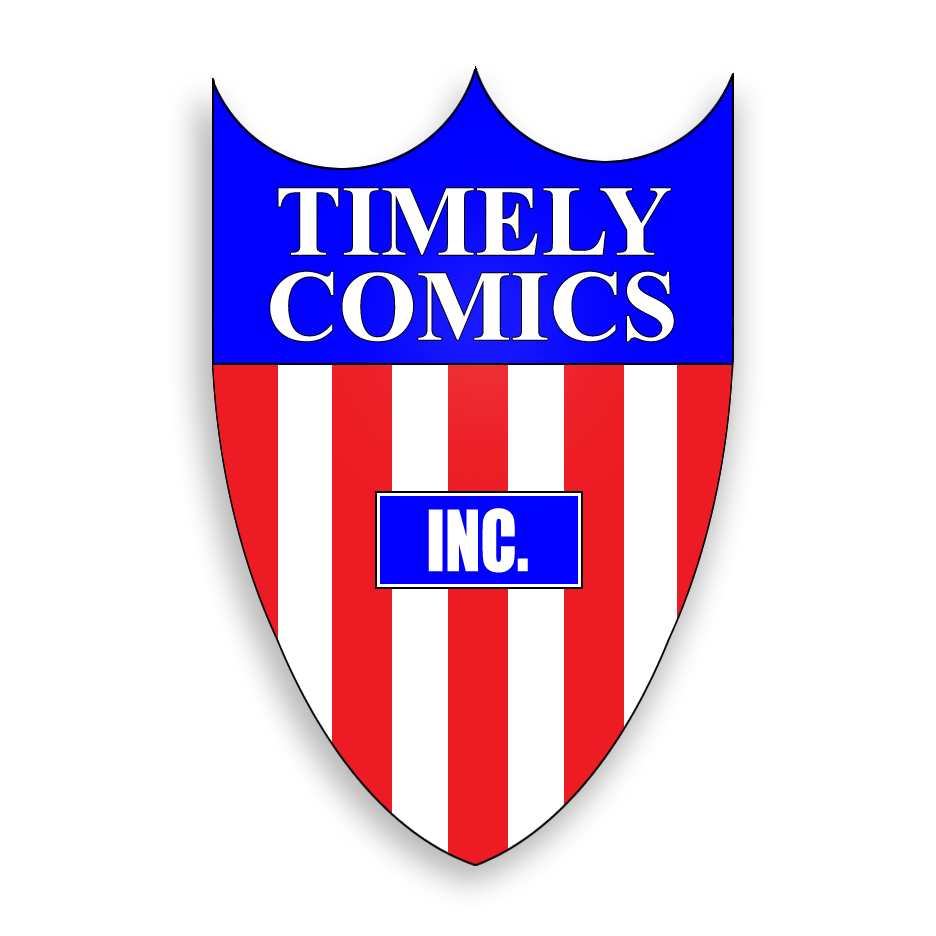
Logo von Timely Comics

Timely Comics war ein US-amerikanischer Comicverlag, aus dem später Marvel Comics hervorging.
Gegründet wurde Timely Comics 1939 in New York City als Timely Publications, eine lose Sammelbezeichnung für sämtliche Comics, die von Groschenroman-Verleger Moe „Martin“ Goodman vertrieben wurden. Goodman, der mit klassischen Western-, Science-Fiction- und Fantasypulps bekannt geworden war, wollte mit diesem neuen Medium weiteres Geld verdienen. Eine der ersten Timely-Veröffentlichungen war Marvel Comics #1 (1939), die den Fokus auf den heldenhaften Androiden Human Torch legte (nicht zu verwechseln mit dem gleichnamigen Marvel-Helden). Bald darauf debütierte sein Rivale, Namor the Sub-Mariner. Die neuen Comics verkauften sich so gut, dass 1941 Goodmans Comic-Division in Timely Comics umbenannt wurde und immer mehr junge Künstler rekrutieren konnte, unter anderem die späteren Marvel-Comic-Größen Stan Lee, Jack Kirby und Gene Colan. Eine der größten kommerziellen Hits landete Timely mit Captain America Comics #1 (März 1941), wo der Zeichner Jack Kirby den gleichnamigen Protagonisten auf dem Titelbild Adolf Hitler einen Kinnhaken verpassen lässt. Dieses Exemplar verkaufte sich fast eine Million Mal. Andere erfolgreiche Serien waren unter anderem die Teenagerkomödie Patsy Walker oder der Tarzan-Pastiche Ka-Zar the Great. Timely ging 1951 in Goodmans Nachfolgeverlag Atlas Comics auf, aus dem 1961 wiederum Marvel Comics wurde.